# Kétosaure
 (août 2025).
(surnommé “le dinosaure perché”)
Période : Crétacé tardif (mais certains paléontologues pensent qu’il n’a jamais vraiment réalisé qu’il s’était éteint).
Taille : Environ 2 à 3 mètres de long, 1 mètre 20 de haut.
Poids : 250 à 300 kg, variable selon s’il tient encore debout ou pas.
Régime alimentaire : principalement herbivore… mais pouvait passer des heures à mâchouiller des cailloux en pensant que c’était des fruits tropicaux.

## Description physique
Le Kétosaure se distinguait par :
- Ses yeux vitreux et laiteux, toujours grands ouverts, qui lui donnaient un air de profond questionnement existentiel.
- Une posture instable et vacillante, comme s’il dansait un slow en solo avec le vent.
- Une peau rugueuse couverte de petites bosses, rappelant les reptiles cuirassés… sauf qu’il oubliait souvent qu’il avait une armure et trébuchait quand même.

## Comportement
- Déplacements : lents, hasardeux, souvent en zigzag. Les chercheurs ont décrit sa démarche comme “l’équivalent paléontologique d’un retour de soirée à 6h du matin”.
- Communication : le Kétosaure émettait des grognements profonds, parfois entrecoupés de longs silences pendant lesquels il semblait “partir ailleurs”.
- Sociabilité : pas agressif, plutôt rêveur, il pouvait rester immobile des heures à contempler un buisson.

## Habitat
Il vivait dans des zones semi-arides, mais avait tendance à se retrouver coincé dans des marécages ou des fosses, incapable de comprendre comment il en était arrivé là.

## Particularités
- On raconte qu’il voyait le monde en fractal psychédélique permanent, ce qui expliquerait sa démarche incertaine.
- Les autres dinosaures de l’époque ne le craignaient pas mais évitaient de le suivre… car “aller où il va, c’est pas une bonne idée”.

👉 Verdict scientifique :
Le Kétosaure n’était peut-être pas le plus adapté pour survivre, mais il est resté dans l’histoire comme le roi incontesté du trip préhistorique.
1. ↑  Modèle {{Lien web}} : paramètre « url » manquant. ChatGPT, « Kétosaurus tripatus »